# ¿Qué dice el público?
¿Qué dice el público? fue un programa de conversación chileno del Canal 13 que recopila los mejores momentos de Sábados Gigantes desde 1962 hasta 2015 y es animado por Martín Cárcamo y Mario Kreutzberger "Don Francisco". Su primer programa se transmitió el 7 de junio de 2017 y terminó el 9 de septiembre de 2018.